# Cylindrobasidium
Cylindrobasidium es un género de fungi de la familia Physalacriaceae. Este extendido género incluye 6 especies.

## Especies
- Cylindrobasidium corrugum
- Cylindrobasidium eucalypti
- Cylindrobasidium evolvens
- Cylindrobasidium laeve
- Cylindrobasidium parasiticum
- Cylindrobasidium torrendii